# بورد
بورد قرية صغيرة مغربية أمازيغية شمال المملكة(تنتمي إلى منطقة أكزناية/أجزناية التي تضم سبعة جماعات قروية) بضبط في الريف تنتمي إلى إقليم تازة، شرقي مدينة فاس، عانت من ضعف البنية التحتية خصوصا الطرق المؤدية إليها ولا زالت تعاني كانت مركز مهم بالنسبة للمستعمر الفرنسي إبان فترة الإستعمار.
معظم سكانها أو أغلبيتها مقيمين بالديار الأوروبية (فرنسا-إسبانيا-هولندا-ألمانيا... ) تتميز المنطقة بمناظرها الطبيعية الخلابة (غابات-عيون-ادغال-)
تضم بلدة بورد 9.831نسمة حسب إحصاء (2004).

## دواوير الجماعة
- اهراسن
- تاغزوث
- تامجونت
- انحناحن
- تاسلوين
- الماعلي
- انوثن
- طلايلة